# Насонов Олександр Юрійович
Олекса́ндр Ю́рійович Насо́нов (28 квітня 1992, Київ, Україна) — український футболіст, захисник. Колишній гравець молодіжної збірної.

## Біографія

### Клубна
Вихованець київського «Динамо», за команди якого виступав на юнацькому рівні.
2008 року потрапив до академії дніпропетровського «Дніпра», з якою незабаром і підписав свій перший професійний контракт. У складі «дніпрян» протягом трьох з половиною сезонів виступав виключно у молодіжній першості, провівши там 80 матчів, в яких забив 3 голи, проте в основному складі команди так і не дебютував.
В лютому 2012 року на правах піврічної оренди разом з одноклубниками Антоном Кравченком та Денисом Шеліховим перейшов в луцьку «Волинь». Після завершення оренди лучани повністю викупили трансфер гравця.
В липні 2013 року Насонов став вільним агентом. Його звільнили від контрактних зобов'язань перед луцькою командою згідно з постановою, яку винесла Палата з вирішення суперечок ФФУ. Причиною стала заборгованість зарплати гравця за останні півроку, а саме — 135 тисяч доларів.
Вже через кілька днів футболіст підписав контракт з донецьким «Металургом», де провів два сезони і навіть дебютував у єврокубках в матчі Ліги Європи проти албанського «Кукесі» (1:0). Проте влітку 2015 року команда знялася зі змагань і Олександр повернувся до «Волині», яку покинув 1 березня 2016 року.
Наприкінці березня 2016 року став гравцем білоруського клубу «Граніт». У червні того ж року залишив команду, після чого перейшов до складу маріупольського «Іллічівця».

### Збірна
З 2009 по 2011 рік виступав за юнацькі збірні України.
В 2012 році був викликаний для гри в українській молодіжній збірній, тренером Павлом Яковенком на Кубку Співдружності, на якому зіграв у двох матчах, ставши разом зі збірною бронзовим призером турніру. Роком пізніше знову у складі «молодіжки» відправився на цей турнір, але цього разу зіграв у п'яти матчах, допомігши збірній стати фіналістом змагань.